# Gerrit Borghuis
Gerrit Borghuis (Groningen, 7 december 1939 – Dalfsen, 27 september 2022) was een Nederlands voetballer die als middenvelder speelde.

## Biografie
Borghuis begon zijn loopbaan bij GVAV waarvoor hij tussen 1958 en 1963 in totaal 154 wedstrijden speelde. In het seizoen 1963/64 maakte hij de overstap naar Go Ahead . Na één seizoen in Deventer vertrok hij voor 50.000 gulden naar Heracles. Na een conflict met Heracles over een overstap naar het buitenland, beëindigde Borghuis in 1966 zijn loopbaan. In november 1966 maakte hij zijn rentree en ging bij DWS spelen. Alhoewel hij bij de Amsterdammers nog een contract voor ruim een seizoen had, ging hij in april 1968 naar de Verenigde Staten om voor Kansas City Spurs te gaan spelen. Aanvankelijk kreeg hij van de KNVB geen toestemming maar in mei kwam er alsnog een vrijgave. Borghuis sloot zijn loopbaan af bij PEC. Nadat hij medio 1970 gestopt was als speler, werd hij technisch-adviseur bij PEC. Via de Amerikaanse contacten van Borghuis en Pim van de Meent kwamen Fons Stoffels, Pepe Fernández, Henk Liotart, Édgar Marín, William Quirós, Dragan Popović en Leonel Conde naar Zwolle. Stoffels werd direct gecontracteerd en na een oefenduel in november 1969 tegen Go Ahead Eagles mochten ook Liotart en Fernández blijven. De laatste werd vanwege te veel buitenlandse spelers gelijk verhuurd aan Go Ahead. Voor de Costa Ricanen Marín en Quirós slaagde PEC er niet in een andere club op huurbasis te vinden. Marín werd nog afgetest door N.E.C. Popović gaf de voorkeur aan een langer verblijf in Amerika en doelman Conde kwam medio 1970 naar Zwolle. Uit deze functie werd Borghuis in februari 1971 ontslagen omdat hij niet overweg kon met trainer Lászlo Zalai. Hierna ging hij voor een Amerikaans sportmarketingbureau Europese teams voor oefenwedstrijden in de Verenigde Staten contracteren.
Ook zijn kleinzoon Maarten Pouwels werd profvoetballer. Borghuis overleed op 82-jarige leeftijd.

## Carrièrestatistieken
| Seizoen         | Club              | Land             | Competitie       | Competitie | Competitie | Beker | Beker | Internationaal | Internationaal | Overig | Overig | Totaal | Totaal |
| Seizoen         | Club              | Land             | Competitie       | Wed.       | Dlp.       | Wed.  | Dlp.  | Wed.           | Dlp.           | Wed.   | Dlp.   | Wed.   | Dlp.   |
| --------------- | ----------------- | ---------------- | ---------------- | ---------- | ---------- | ----- | ----- | -------------- | -------------- | ------ | ------ | ------ | ------ |
| 1958/59         | GVAV              | Nederland        | Eerste divisie B | 27         | 0          | 0     | 0     | 0              | 0              | 0      | 0      | 27     | 0      |
| 1959/60         | GVAV              | Nederland        | Eerste divisie A | 30         | 0          | 0     | 0     | 0              | 0              | 0      | 0      | 30     | 0      |
| 1960/61         | GVAV              | Nederland        | Eredivisie       | 34         | 0          | 5     | 0     | 0              | 0              | 0      | 0      | 39     | 0      |
| 1961/62         | GVAV              | Nederland        | Eredivisie       | 33         | 0          | 0     | 0     | 0              | 0              | 0      | 0      | 33     | 0      |
| 1962/63         | GVAV              | Nederland        | Eredivisie       | 25         | 0          | 0     | 0     | 0              | 0              | 0      | 0      | 25     | 0      |
| 1963/64         | Go Ahead          | Nederland        | Eredivisie       | 30         | 1          | –     | 0     | 0              | 0              | –      | 0      | –      | 1      |
| 1964/65         | Heracles          | Nederland        | Eredivisie       | –          | 0          | –     | 1     | 0              | 0              | –      | 0      | –      | 1      |
| 1965/66         | Heracles          | Nederland        | Eredivisie       | –          | 0          | –     | 1     | 0              | 0              | –      | 0      | –      | 1      |
| 1966/67         | DWS               | Nederland        | Eredivisie       | –          | 0          | –     | 0     | 0              | 0              | –      | 0      | –      | 0      |
| 1967/68         | DWS               | Nederland        | Eredivisie       | –          | 0          | –     | 0     | 0              | 0              | –      | 0      | –      | 0      |
| 1968            | Kansas City Spurs | Verenigde Staten | NASL             | 29         | 0          | 0     | 0     | 0              | 0              | 0      | 0      | 29     | 0      |
| 1969/70         | PEC               | Nederland        | Tweede divisie   | –          | 0          | 1     | 0     | 0              | 0              | –      | 0      | –      | 0      |
| Carrière totaal | Carrière totaal   | Carrière totaal  | Carrière totaal  | –          | 0          | –     | 0     | 0              | 0              | 0      | 0      | –      | 0      |

## Erelijst

### MetGVAV
| Competitie     | Winnaar | Winnaar | Runner-up | Runner-up |
| Competitie     | Aantal  | Jaren   | Aantal    | Jaren     |
| -------------- | ------- | ------- | --------- | --------- |
| Nationaal      |         |         |           |           |
| Eerste divisie | 1x      | 1959/60 |           |           |